# دوازدهمین جشنواره بین‌المللی فیلم برلین
دوازدهمین دوره جشنواره بین‌المللی فیلم برلین ۲۲ ژوئن تا ۳ ژوئیه ۱۹۶۲ ادامه پیدا کرد؛ که در نهایت فیلم شکلی از دوست داشتن برنده خرس طلایی شد.

شکلی از دوست داشتن، برنده بهترین فیلم برای جان شلزینجر

## هیئت داوران
رئیس هیئت داوران در این دوره بر عهده کینگ ویدور بود.

## بخش رقابتی

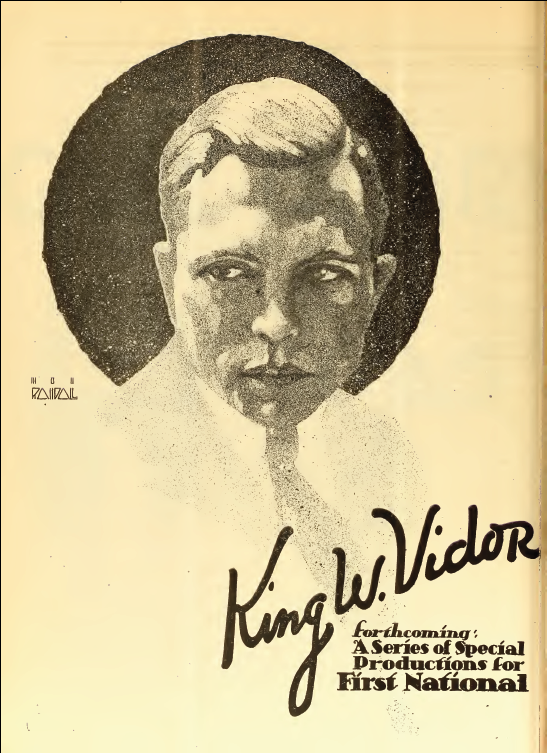
کینگ ویدور، رئیس هیئت داوران

| عنوان انگلیسی               | عنوان اصلی                        | کارگردان(ها)                                              | کشور تولیدکننده                        |
| --------------------------- | --------------------------------- | --------------------------------------------------------- | -------------------------------------- |
| شکلی از دوست داشتن          | A Kind of Loving                  | جان شلزینجر                                               | بریتانیا                               |
| همسر شماره ۱۳               | Al zouga talattashar              | فاتین عبدالوهاب                                           | مصر                                    |
|                             | Badai-Selatan                     | صوفیه دبلیو دی                                            | اندونزی                                |
| همان زیر پوست               | Bajo un mismo rostro              | دانیل تینایر                                              | مکزیک - آرژانتین                       |
| دارای موی سرخ               | Die Rote                          | هلموت کونتر                                               | آلمان - ایتالیا                        |
| من و ده نفر از جان گذشته    | Donnez-moi dix hommes désespérés  | پیر زیمر                                                  | اسرائیل - فرانسه                       |
|                             | Duellen                           | Knud Leif Thomsen                                         | دانمارک                                |
|                             | El tejedor de milagros            | فرانسیسکو دل ویلار                                        | مکزیک                                  |
|                             | Galapagos - Trauminsel im Pazifik | هاینز سیلمان                                              | آلمان                                  |
|                             | Hum Dono                          | آمارجت                                                    | هند                                    |
| یک قطار برگ در هر ساعت      | Il y a un train toutes les heures | آندره ساونس                                               | بلژیک                                  |
| به روز آخر                  | Isaengmyeong dahadorok            | شین سنگ اوکی                                              | کره جنوبی                              |
| پایان تابستان               | Kohayagawa-ke no aki              | یاسوجیرو ازو                                              | ژاپن                                   |
| عشق در بیست                 | L'amour à vingt ans               | فرانسوا تروفو، آندری وایدا، شینتارو ایشیهارا، مارسل افولس | ژاپن - لهستان - آلمان- ایتالیا- فرانسه |
|                             | La bellezza di Ippolita           | Giancarlo Zagni                                           | ایتالیا - فرانسه                       |
|                             | La poupée                         | ژاک باراتیر                                               | ایتالیا - فرانسه                       |
|                             | La steppa                         | آلبرتو لاتوادا                                            | یوگسلاوی - فرانسه - ایتالیا            |
| سرجوخه گریزان               | Le Caporal épinglé                | ژان رنوآر                                                 | فرانسه                                 |
| راهزنان                     | Los atracadores                   | فرانچسکو روویرا بلتا                                      | اسپانیا                                |
|                             | Mitasareta seikatsu               | سوسومو هانی                                               | ژاپن                                   |
| تعطیلات طول می‌کشد آقای هابز | Mr. Hobbs Takes a Vacation        | هنری کاستر                                                | آمریکا                                 |
| خروج                        | No Exit                           | Tad Danielewski                                           | آمریکا - آرژانتین                      |
| بی پروا آنان                | Os Cafajestes                     | روی گوئرا                                                 | برزیل                                  |
| از دهان ببر است             | Out of the Tiger's Mouth          | تیم ولان، جونیور                                          | آمریکا                                 |
| ارائه کوچک                  | Pikku Pietarin piha               | جک ویتیکا                                                 | فنلاند                                 |
|                             | Salvatore Giuliano                | فرانچسکو رزی                                              | ایتالیا                                |
| همچون در یک آینه            | Såsom i en spegel                 | اینگمار برگمان                                            | سوئد                                   |
|                             | Ta heria                          | جان جی کونتس                                              | یونان                                  |
|                             | Tonny                             | نیلز آر مولر                                              | نروژ                                   |

## برندگان
| جایزه                             | به خاطر فیلم                | برنده                    |
| --------------------------------- | --------------------------- | ------------------------ |
| خرس طلایی                         | شکلی از دوست داشتن          | جان شلزینجر              |
| خرس نقره‌ای برای بهترین کارگردان   | سالواتوره جولیانو           | فرانچسکو رزی             |
| خرس نقره‌ای برای بهترین بازیگر زن  | خروج                        | ریتا گم و ویوسا لیندفورش |
| خرس نقره‌ای برای بهترین بازیگر مرد | تعطیلات طول می‌کشد آقای هابز | جیمز استوارت             |